# Samir ar-Rifaʿi (Politiker, 1966)

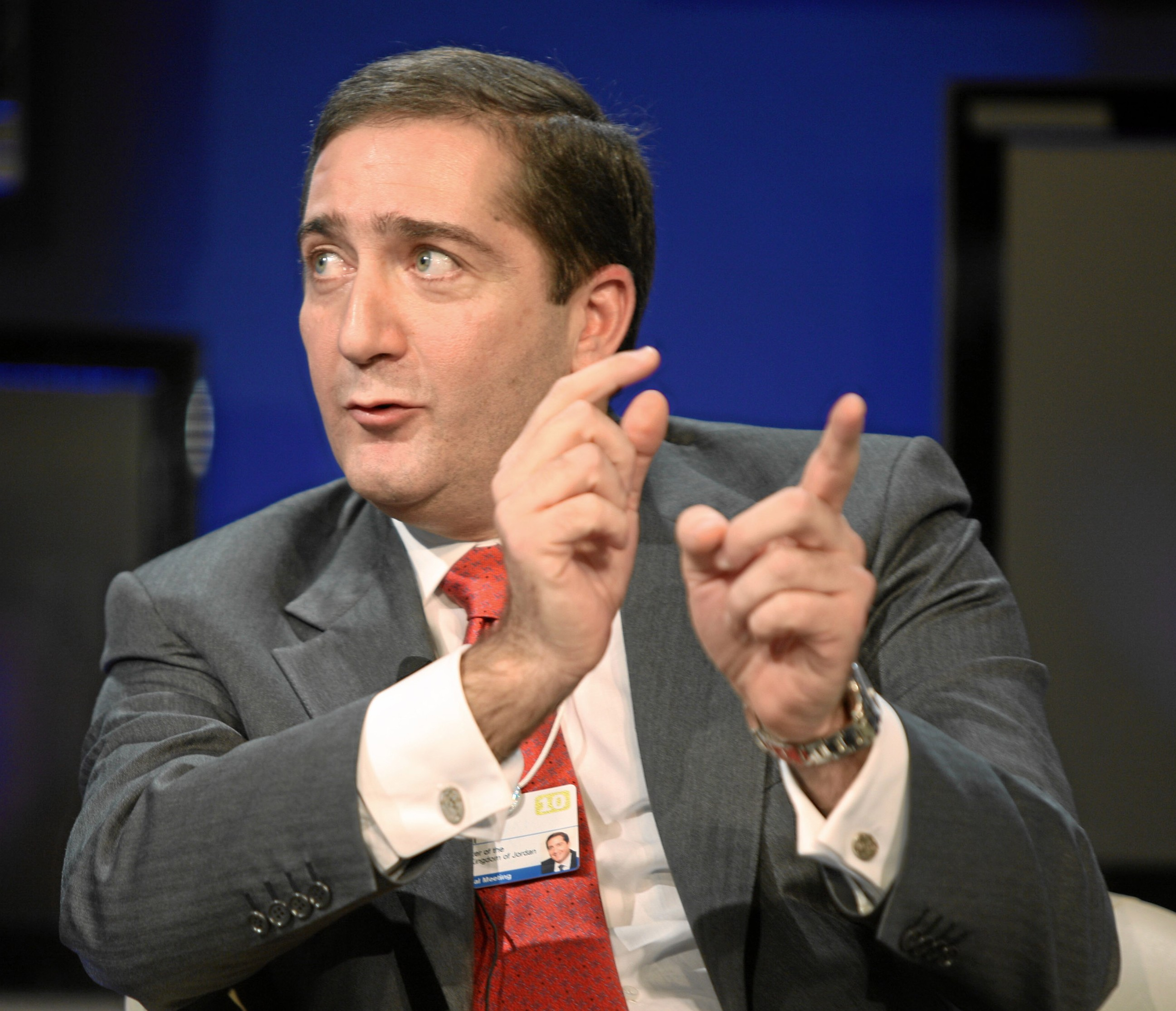
Samir ar-Rifaʿi

Samir ar-Rifaʿi (arabisch سمير زيد الرفاعي, DMG Samīr Zaid ar-Rifāʿī; * 1. Juli 1966) war vom 14. Dezember 2009 bis zum 1. Februar 2011 Premierminister des Königreichs Jordanien.
Samir Rifai ist der Sohn des ehemaligen Ministerpräsidenten Zaid ar-Rifaʿi. Sein Großvater Samir ar-Rifaʿi war ebenfalls jordanischer Ministerpräsident.